# ...a zase ta Lucie!
…a zase ta Lucie! je česká filmová rodinná komedie režiséra Jindřicha Poláka z roku 1984 natočená v koprodukci Československa a Západního Německa.

## Děj
I když to není ve filmu výslovně zmíněno, odehrává se děj filmu, soudě podle všudypřítomných západoněmeckých automobilových registračních značek, jakož i podle dalších náznaků, kdesi v někdejším Západním Německu. Lucii zbývají již jen tři dny do začátku první třídy na základní škole. Starší děti z Osvaldovy party už Lucku díky formelákům přijali mezi sebe, s tím se ale nehodlá smířit sám Osvald a ve vhodné chvíli unese formeláky. Nejprve však musí podstoupit hru na klavír před éterickým profesorem hudby Hartmannem, která se však zásluhou formeláků stane fraškou a nenáviděný klavír musí k Osvaldově radosti z domu. Tím si Lucka u Osvalda šplhne a uzavřou spolu příměří. Po návratu k Lucce domů formeláci promění pomocí poruchové ledničky obývací pokoj v kluziště, kde se svorně sejdou malé Lucčiny vrstevnice i výrostci z Osvaldovy party. Z původní banální opravy lednice se stane díky nešikovnosti řemeslníka Šmída rekonstrukce bytu apokalyptických rozměrů, které se účastní většina výjezdových vozů z řemeslné firmy, kde Lucčin tatínek pracuje. Vše dobře dopadne a nakonec přijíždí děda, aby se stal svědkem prvního školního dne vnučky. I on a jeho dva psi jsou však zataženi do nepochopitelných událostí, za kterými stojí formeláci. Nakonec v pondělí ráno všichni vlivem prášků na spaní kromě Lucky zaspí a ta se musí vydat na svou první cestu do školy v doprovodu kamarádů…

## Obsazení
| Žaneta Fuchsová      | Lucie             |
| Jiřina Bohdalová     | formelák Ferda    |
| Josef Dvořák         | formelák Ferda    |
| Vlastimil Brodský    | vypravěč          |
| Jaromír Hanzlík      | tatínek           |
| Daniela Kolářová     | maminka           |
| Hana Maciuchová      | Osvaldova maminka |
| Michael Hofbauer     | Osvald            |
| Saša Pirná           | Maruška           |
| Mahulena Bočanová    | Lída              |
| Ota Bláha            | kluk              |
| Pavel Miko           | kluk              |
| Lukáš Bech           | kluk u zubaře     |
| Jiří Pleskot         | dědeček           |
| Karel Effa           | elektrikář        |
| František Filipovský | prodavač          |
| Jiří Hrzán           | profesor hudby    |
| Jiří Krampol         | policista         |
| Jiří Lábus           | pumpař            |
| Václav Lohniský      | opravář           |
| Jiří Datel Novotný   | prodavač          |
| Pavel Zedníček       | elektrikář        |
| Karel Augusta        | Šmíd              |

## Tvůrci
- Námět: Ota Hofman
- Scénář: Ota Hofman, Jindřich Polák
- Hudba: Petr Ostrouchov
- Zvuk: Roman Hloch, Pavel Jelínek
- Kamera: Josef Vaniš
- Střih: Dalibor Lipský, Zdeněk Stehlík
- Režie: Jindřich Polák
- Pomocná režie: Milan Vácha
- Animace: Seishi Katto, J. Vojta, Otmar Gutmann, Vladimír Plicka
- Dramaturgie: Marcela Pittermannová
- Fotograf: Josef Vítek
- Další údaje: barevný, 83 min, komedie

## Návaznost
Film …a zase ta Lucie! přímo navazuje na předchozí film Lucie, postrach ulice. Oba filmy představují pouze sestřih původního šestidílného seriálu Lucie, postrach ulice, natočeného roku 1980 režisérem Jindřichem Polákem ve spolupráci se západoněmeckými kolegy z Anima Hamburg pro WDR Köln. V Československu nebyl tento seriál nikdy uveden.